# Astyra zenkevitchi
Astyra zenkevitchi is een vlokreeftensoort uit de familie van de Stilipedidae. De wetenschappelijke naam van de soort is voor het eerst geldig gepubliceerd in 1955 door Birstein & M. Vinogradov.